# Friedhof Inzersdorf ob der Traisen

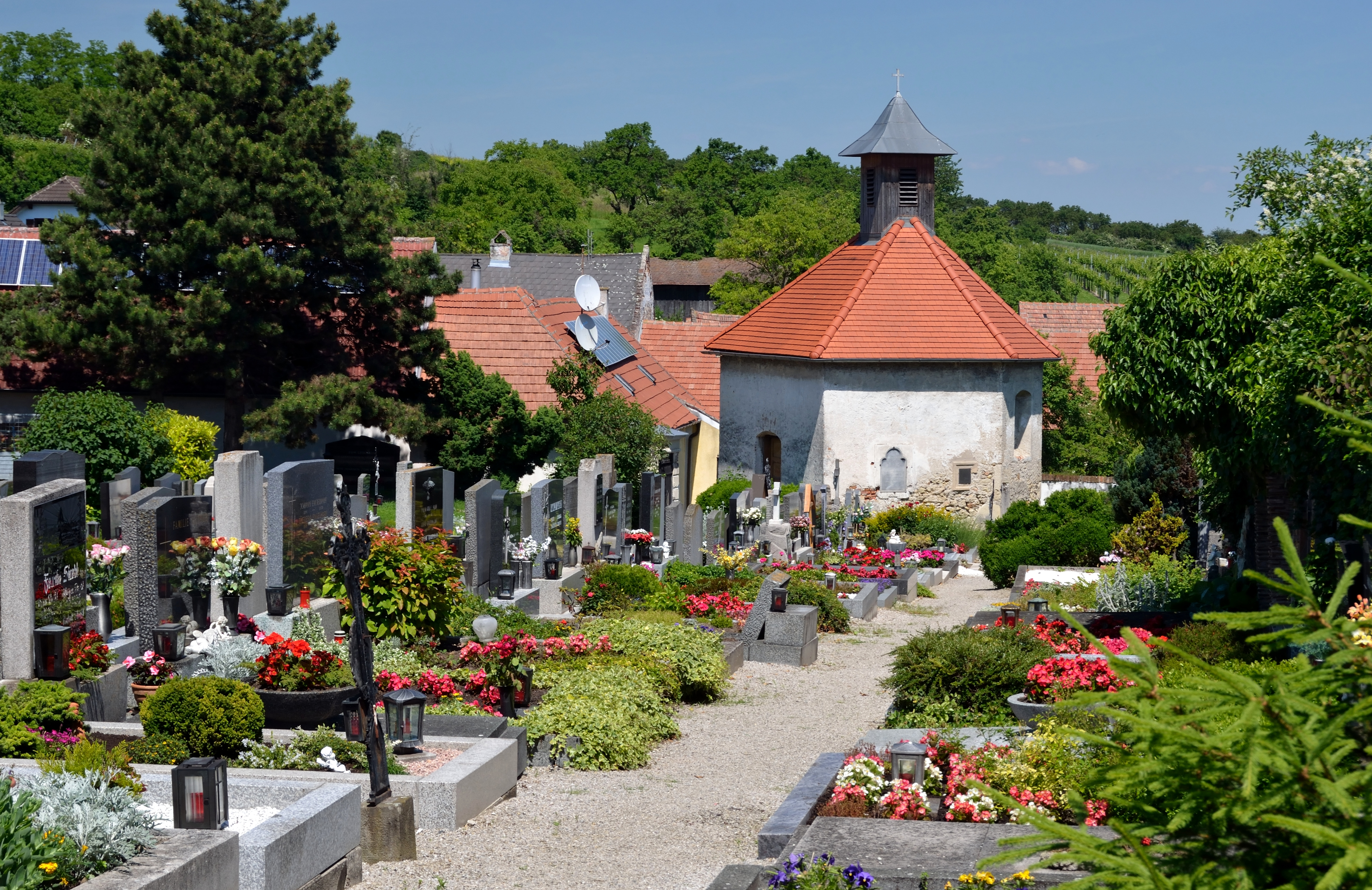
Friedhof in Inzersdorf ob der Traisen

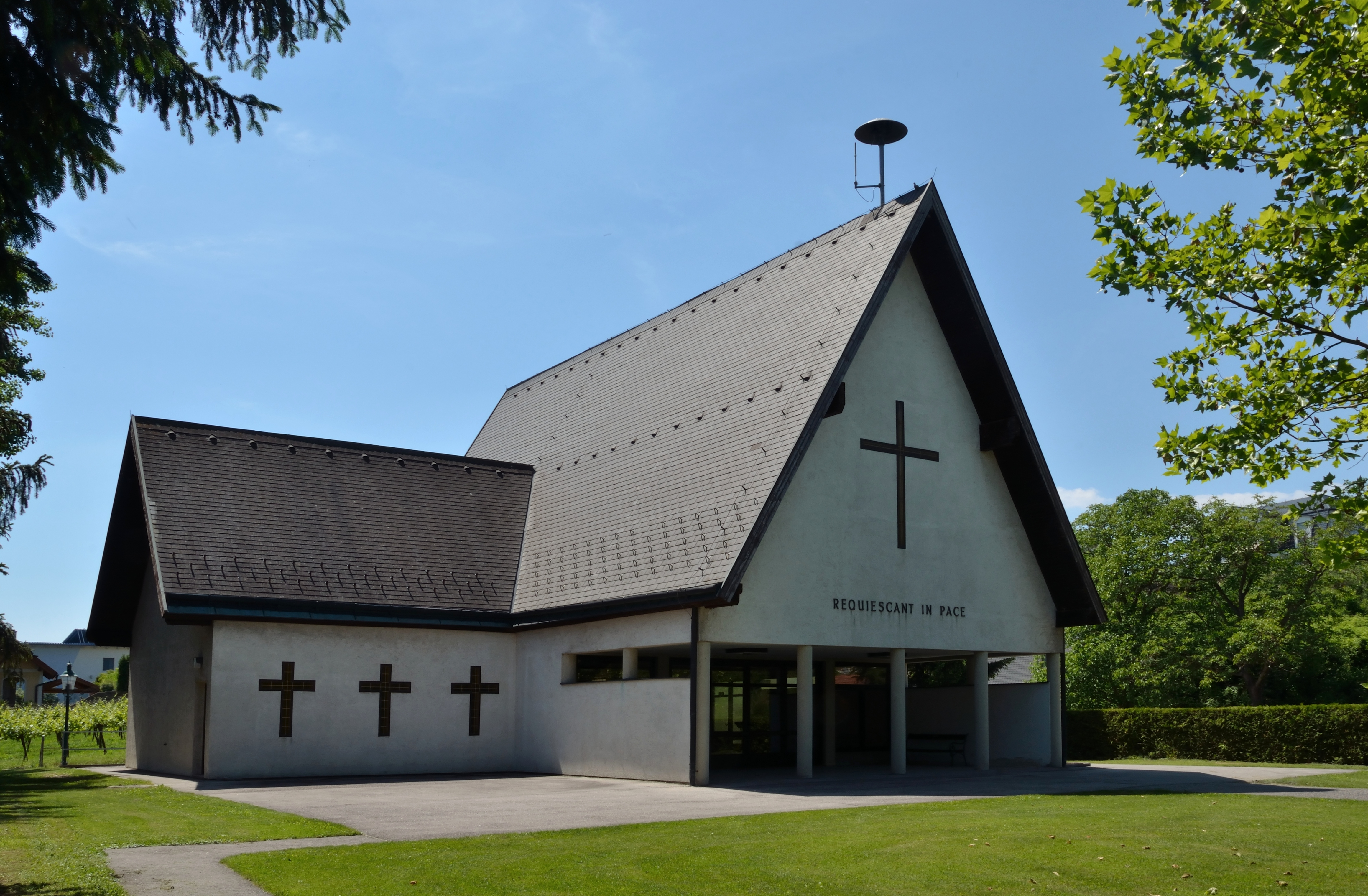
Aufbahrungshalle

Der Friedhof Inzersdorf ob der Traisen befindet sich im Norden der Ortschaft Inzersdorf ob der Traisen in der Gemeinde Inzersdorf-Getzersdorf im Bezirk St. Pölten-Land in Niederösterreich. Der Friedhof und Grabdenkmäler stehen unter Denkmalschutz (Listeneintrag).

## Geschichte
Die ehemalige Pfarrkirche Ober-Inzerdorf hl. Veit mit Friedhof wurde wie die Pfarrkirche Unter-Inzersdorf um 1140 gegründet. Das Langhaus wurde 1786 abgetragen, der Chor wurde zur Friedhofskapelle.

## Beschreibung
Der Friedhof zeigt sich schmallang in Südwest-Nordost-Richtung, von West nach Ost leicht abfallend.
Im Friedhof steht östlich der Chor der ehemaligen Pfarrkirche als Kapelle als kleiner mehrseitiger Bau mit Rechteckfenstergewänden in flachbogig geschnittenen Laibungen, das Dach trägt einen Dachreiter. Das Kapelleninnere zeigt gemalte Weihekreuze und eine Sakramentsnische mit einer übergiebelten Rahmung. In der Kapelle befindet sich eine Statuengruppe Kruzifix mit Maria aus 1788.
Im Friedhof an der schmalen Südwestseite befinden sich in eigener Umfriedung zwei denkmalgeschützte Grüfte je vor großen Giebelädikulen.
- Zu Franz de Paula von Colloredo-Wallsee gestorben 1859 und Severine Colloredo-Wallsee gestorben 1871 mit großen Kruzifix.
- Zu Franz von Falkenhayn gestorben 1898 und Anna Falkenhayn gestorben 1903 mit Wappen.

Südwestlich steht außerhalb des Friedhofes eine moderne Aufbahrungshalle nach den Plänen des Architekten Josef Reithmayr 1978.